# Bathyphysa conifera
Bathyphysa conifera (ook wel een vliegend spaghettimonster) is een hydroïdpoliep uit de familie Rhizophysidae. De poliep komt uit het geslacht Bathyphysa. Bathyphysa conifera werd in 1878 voor het eerst wetenschappelijk beschreven door Studer. 